# Église de la Nativité-de-la-Sainte-Vierge de Saint-Simon
L'église de la Nativité-de-la-Sainte-Vierge de Saint-Simon est une église située à Saint-Simon, en France.

## Localisation
L'église est située sur la commune de Saint-Simon, dans le département de l'Aisne.